# Liste multivariater und matrixvariater Wahrscheinlichkeitsverteilungen
Diese Liste multivariater und matrixvariater Wahrscheinlichkeitsverteilungen enthält multivariate Wahrscheinlichkeitsverteilungen und matrixvariate Wahrscheinlichkeitsverteilungen, unterteilt in diskrete multivariate Verteilungen, absolutstetige multivariate Verteilungen und matrixvariate Verteilungen.

## Notation
Es gelten folgende Konventionen:
- Ist {\displaystyle x\in \mathbb {R} ^{n}}, so ist {\displaystyle x>0} und {\displaystyle x\geq 0} komponentenweise zu verstehen, also {\displaystyle x\geq 0} genau dann, wenn {\displaystyle x_{i}\geq 0} für alle {\displaystyle i}
- Ist {\displaystyle X\in \mathbb {R} ^{n\times n}}, so bezeichnen die Ordnungssymbole die Loewner-Halbordnung, also {\displaystyle X>0} genau dann wenn {\displaystyle X} positiv definit ist und {\displaystyle X>Y} genau dann, wenn {\displaystyle X-Y>0}
- {\displaystyle \mathbf {1} _{k}} bezeichnet den Einsvektor der Länge {\displaystyle k} und {\displaystyle \mathbf {1} _{k\times k}} die {\displaystyle k\times k}-Einheitsmatrix.

Abkürzend wird verwendet
{\displaystyle a_{1}+a_{2}+\dots +a_{k}=\mathbf {1} _{k}^{T}a}, wobei {\displaystyle a=(a_{1},a_{2},\dots ,a_{k})} ist.
{\displaystyle \operatorname {etr} (A)=\exp(\operatorname {spur} (A))}.
für ein {\displaystyle A\in \mathbb {R} ^{n\times n}}. {\displaystyle \operatorname {spur} (A)} bezeichnet hier die Spur der Matrix {\displaystyle A}.

## Diskret Multivariat
| Name                                                                                           | Träger                                                                                 | Parameter | Wahrscheinlichkeitsfunktion | Bemerkung                                                                                               |
| ---------------------------------------------------------------------------------------------- | -------------------------------------------------------------------------------------- | --- | --- | --- |
| Multinomial-Verteilung, Polynomial-Verteilung                                                  | {\displaystyle x\in \mathbb {N} _{0}^{k}}, {\displaystyle \mathbf {1} _{k}^{T}x=n}     | {\displaystyle p} stochastischer Vektor aus {\displaystyle \mathbb {R} ^{k}}                                                                                                  | {\displaystyle f(x)={n \choose x}\;\prod _{i=1}^{k}p_{i}^{x_{i}}} | Verallgemeinerung der Binomial-Verteilung, {\displaystyle {n \choose x}} ist der Multinomialkoeffizient |
| Negativmultinomial-Verteilung, Negative Multinomial-Verteilung, Negative Polynomial-Verteilung | {\displaystyle x\in \mathbb {N} _{0}^{k}}                                              | {\displaystyle p\in \mathbb {R} ^{k}}, {\displaystyle p_{i}\in (0,1)}, {\displaystyle \mathbf {1} _{k}^{T}p\leq 1}, {\displaystyle \alpha \in (0,+\infty )}                   | :{\displaystyle f(x)={\frac {\Gamma (\alpha +\mathbf {1} _{k}^{T}x)(1-\mathbf {1} _{k}^{T}p)^{\alpha }}{\Gamma (\alpha )\prod _{i=1}^{k}x_{i}!}}\prod _{i=1}^{k}p_{i}^{x_{i}}} | Verallgemeinerung der negativen Binomialverteilung                                                      |
| Multivariate hypergeometrische Verteilung, allgemeine hypergeometrische Verteilung             | {\displaystyle x\in \mathbb {N} _{0}^{k}}, {\displaystyle x_{1}+\dots +x_{k}=n}        | {\displaystyle B\in \mathbb {N} _{0}^{k}}, {\displaystyle \mathbf {1} _{k}^{T}B=N}, {\displaystyle n,N\in \mathbb {N} }, {\displaystyle n\leq N}                              | {\displaystyle f(x)={\binom {N}{n}}^{-1}\prod _{i=1}^{k}{\binom {B_{i}}{x_{i}}}}                                                                                               | Verallgemeinerung der hypergeometrischen Verteilung                                                     |
| Polyhypergeometrische Verteilung                                                               | {\displaystyle x\in \mathbb {N} _{0}^{k}}, {\displaystyle \mathbf {1} _{k}^{T}x\leq n} | {\displaystyle n,N\in \mathbb {N} }, {\displaystyle n\leq N}, {\displaystyle K\in \{1,\dots ,N-1\}^{k}}, {\displaystyle \mathbf {1} _{k}^{T}K\leq N}                          | {\displaystyle f(x)={\binom {n}{M}}^{-1}{\binom {1-\mathbf {1} _{k}^{T}K}{n-\mathbf {1} _{k}^{T}x}}\prod _{i=1}^{k}{\binom {K_{i}}{x_{i}}}}                                    | Verallgemeinerung der multivariaten hypergeometrischen Verteilung                                       |
| Multivariate Poisson-Verteilung                                                                | {\displaystyle \mathbb {N} _{0}^{k}}                                                   | {\displaystyle \alpha \in \mathbb {R} ^{k}}, {\displaystyle \alpha >0} | {\displaystyle f(x):=\prod _{i=1}^{k}e^{-\alpha _{i}}{\frac {\alpha _{i}^{x_{i}}}{x_{i}!}}}                                                                                    | - |
| Pólya/Eggenberger-Verteilung                                                                   | {\displaystyle x\in \mathbb {N} _{0}^{k}}, {\displaystyle \mathbf {1} _{k}^{T}x\leq n} | {\displaystyle n\in \mathbb {N} }, {\displaystyle a\in (0,+\infty )}, {\displaystyle b\in \mathbb {R} ^{k}}, {\displaystyle b>0}, {\displaystyle \mathbf {1} _{k}^{T}b\leq a} | {\displaystyle f(x)={\frac {{\binom {a+n-1-\mathbf {1} _{k}^{T}(b-x)}{n+\mathbf {1} _{k}^{T}x}}\prod _{i=1}^{k}{\binom {b_{i}+x_{i}-1}{x_{i}}}}{\binom {a+n-1}{n}}}}           | - |

## Absolutstetig Multivariat
| Name                                                             | Träger                                                                                                  | Parameter | Wahrscheinlichkeitsdichtefunktion | Bemerkung                              |
| ---------------------------------------------------------------- | --- | --- | --- | -------------------------------------- |
| Mehrdimensionale Normalverteilung, multivariate Normalverteilung | {\displaystyle \mathbb {R} ^{n}}                                                                        | {\displaystyle \mu \in \mathbb {R} ^{n}}, {\displaystyle \Sigma \in \mathbb {R} ^{n\times n}}, {\displaystyle \Sigma >0}. | :{\displaystyle f(x)={\frac {1}{\sqrt {(2\pi )^{n}\det(\Sigma )}}}\exp \left(-{\frac {1}{2}}(x-\mu )^{T}\Sigma ^{-1}(x-\mu )\right)}                     | Verallgemeinerung der Normalverteilung |
| Dirichlet-Verteilung (der Ordnung {\displaystyle K})             | {\displaystyle x\in \mathbb {R} ^{K}}, {\displaystyle \mathbf {1} _{K}^{T}x=1}, {\displaystyle x\geq 0} | {\displaystyle \alpha \in \mathbb {R} ^{n}}, {\displaystyle \alpha >0}                                                    | {\displaystyle f(x)={\frac {\Gamma \left(\sum _{i=1}^{K}\alpha _{i}\right)}{\prod _{i=1}^{K}\Gamma (\alpha _{i})}}\prod _{i=1}^{K}x_{i}^{\alpha _{i}-1}} | -                                      |

## Matrixvariat
| Name                                                                                      | Träger                                                                                      | Parameter | Wahrscheinlichkeitsdichtefunktion | Bemerkung |
| ----------------------------------------------------------------------------------------- | ------------------------------------------------------------------------------------------- | --- | --- | --- |
| Matrixvariate Normalverteilung (englisch matrix variate normal distribution)              | {\displaystyle \mathbb {R} ^{n\times p}}                                                    | {\displaystyle M\in \mathbb {R} ^{n\times p}}, {\displaystyle U\in \mathbb {R} ^{n\times n}}, {\displaystyle V\in \mathbb {R} ^{p\times p}}, {\displaystyle U>0}, {\displaystyle V>0}                                            | {\displaystyle f(X)={\frac {\operatorname {etr} \left(-{\frac {1}{2}}\left[V^{-1}(X-M)^{T}U^{-1}(X-M)\right]\right)}{(2\pi )^{np/2}\det(V)^{n/2}\det(U)^{p/2}}}} | Verallgemeinerung der Normalverteilung |
| Wishart-Verteilung                                                                        | {\displaystyle \mathbb {R} ^{p\times p}}                                                    | {\displaystyle V\in \mathbb {R} ^{p\times p}}, {\displaystyle V>0}, Freiheitsgrad {\displaystyle n\geq p} | {\displaystyle f(X)={\frac {\det(X)^{\tfrac {n-p-1}{2}}\operatorname {etr} \left(-{\tfrac {1}{2}}V^{-1}X\right)}{2^{\tfrac {np}{2}}\det(V)^{\tfrac {n}{2}}\Gamma _{p}({\tfrac {n}{2}})}}} | Hierbei bezeichnet {\displaystyle \Gamma _{p}(\cdot )} die Multivariate Gamma-Funktion. Die Wishart-Verteilung ist die matrixvariate Verallgemeinerung der Chi-Quadrat-Verteilung. |
| Matrixvariate Studentsche t-Verteilung (englisch matrix variate t-distribution)           | {\displaystyle \mathbb {R} ^{n\times p}}                                                    | {\displaystyle M\in \mathbb {R} ^{n\times p}}, {\displaystyle \Omega \in \mathbb {R} ^{p\times p}}, {\displaystyle \Sigma \in \mathbb {R} ^{n\times n}}, {\displaystyle \Omega >0,\Sigma >0}, Freiheitsgrad {\displaystyle \nu } | {\displaystyle f(X)={\frac {\Gamma _{p}\left({\tfrac {\nu +n+p-1}{2}}\right)}{(\pi )^{\tfrac {np}{2}}\Gamma _{p}\left({\frac {\nu +p-1}{2}}\right)}}\det(\Omega )^{-{\tfrac {n}{2}}}\det(\Sigma )^{-{\tfrac {p}{2}}}} {\displaystyle \cdot \det \left(\mathbb {1} _{n\times n}+\Sigma ^{-1}(X-M)\Omega ^{-1}(X-M)^{T}\right)^{-{\frac {\nu +n+p-1}{2}}}} | Verallgemeinerung der studentschen t-Verteilung |
| Matrixvariate Beta-Verteilung (englisch matrix variate beta-type-I distribution)          | {\displaystyle X\in \mathbb {R} ^{p\times p}}, {\displaystyle 0<X<\mathbb {1} _{p\times p}} | {\displaystyle a>{\tfrac {1}{2}}(p-1),\,b>{\tfrac {1}{2}}(p-1)} | {\displaystyle f(X)={\frac {1}{\beta _{p}(a,b)}}\det(X)^{a-(p+1)/2}\det(\mathbb {1} _{p\times p}+X)^{b-(p+1)/2}} | Verallgemeinerung der Beta-Verteilung |
| Matrixvariate inverse Beta-Verteilung (englisch matrix variate beta-type-II distribution) | {\displaystyle X\in \mathbb {R} ^{p\times p}}, {\displaystyle 0<X}                          | {\displaystyle a>{\tfrac {1}{2}}(p-1),\,b>{\tfrac {1}{2}}(p-1)} | {\displaystyle f(X)={\frac {1}{\beta _{p}(a,b)}}\det(X)^{a-(p+1)/2}\det(\mathbb {1} _{p\times p}+X)^{-(a+b)}} | Verallgemeinerung der inversen Beta-Verteilung |